# Maria Dolors Miró
Maria Dolors Miró (17. července 1930, Barcelona – 26. prosince 2004, Palma de Mallorca) byla španělská mecenáška umění a dcera umělce Joana Miróa a jeho ženy Pilar Juncosa Iglesias. Po smrti matky, v roce 1995, se stala čestným předsedou nadace, spravující otcův umělecký odkaz. Podporovala španělské umělce a přispěla k mezinárodní umělecké spolupráci.
Zemřela ve věku 74 let na infarkt po operaci kyčelního kloubu. Je pochována vedle svých rodičů na hřbitově na Montjuïc, kam byl její popel převezen z Palma de Mallorcy.